# Lycaena jaloka
Lycaena jaloka är en fjärilsart som beskrevs av Moore 1874. Lycaena jaloka ingår i släktet Lycaena och familjen juvelvingar. Inga underarter finns listade i Catalogue of Life.